# Haji Bakr
Samir Abd al-Muhammad Khlifawi (falecido em janeiro de 2014), mais conhecido pelo nome de guerra Haji Bakr, era o fundador da filial do EIIL (Estado Islâmico) na Síria. Em 2012 viajou até a Síria com a missão de preparar o país para criar um ambiente propício ao surgimento e estabelecimento do Estado Islâmco. Foi morto na Síria pelos rebeldes rivais em janeiro de 2014. Sua participação no Estado Islâmico foi importante para o crescimento do califado, Bakr incluiu ex-militares do alto escalão do exército iraquiano em suas fileiras, expandindo o Estado Islâmico de forma rápida. 